# Materpiscis
Materpiscis is een geslacht van uitgestorven vissen uit het Laat-Devoon (385-375 miljoen jaar geleden), behorende tot de placodermen. Het enige fossiel van Materpiscis is gevonden in de Australische Gogo Formation. Dit was een bijzonder compleet fossiel en bestond uit een vrouwelijk individu met binnenin een ongeboren embryo, compleet met een gepermineraliseerde navelstreng. Dit maakt Materpiscis verreweg het vroegste gewervelde dier waarvan onomstotelijk vaststaat dat het levendbarend was.

## Het fossiel

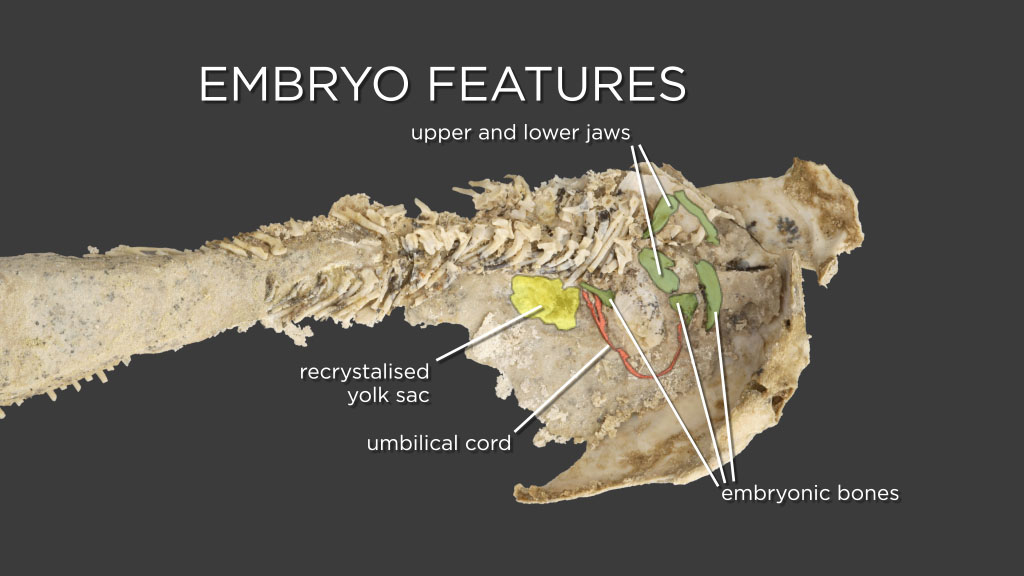
Foto van het fossiel, waarop de navelstreng (umbilical cord, rood), de dooierzak (yolk sac, geel) en de botjes van het embryo (groen) aangegeven staan.

Het fossiel werd ontdekt tijdens een paleontologische excursie in het gebied rond Kimberley (West-Australië) in 2005. Zoals gebruikelijk in de Gogo-formatie bevond het fossiel zich in een kalksteenknol, waarna de kalk om de gefossiliseerde resten voorzichtig weggehaald werd met zuur. Bij het schoonmaken van de staart van het fossiel werd het jong ontdekt, samen met de gefossiliseerde navelstreng.
Het team van paleontologen was werkzaam aan het Museum Victoria in Melbourne en stond onder leiding van de Australische paleontoloog John A. Long. Ze publiceerden hun ontdekking in 2008. De tot dan toe oudst bekende levendbarende gewervelde leefde 200 miljoen jaar later.
De wetenschappelijke soortnaam is Materpiscis attenboroughi (Materpiscis betekent "moedervis" in het Latijn; het tweede deel van de naam is een vernoeming van de Britse documentairemaker David Attenborough).

## Anatomie

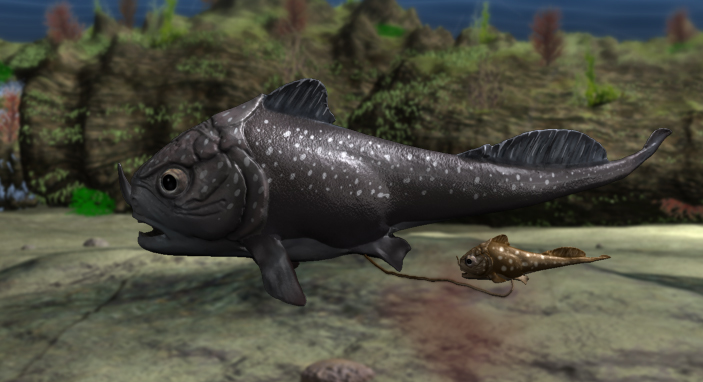
Reconstructie van een geboorte bij Materpiscis attenboroughi

Het volwassen dier was ongeveer 28 cm lang, het jong was ongeveer 7 cm. Materpiscis had net als andere predatore placodermen, zoals Coccosteus of Dunkleosteus, bij de mond scherpe randen aan de benen plaat die de kop bedekte. Deze randen dienden als tanden. De vorm van de mondplaten bij Materpiscis doet vermoeden dat ze waarschijnlijk gebruikt werden om de schelpen van mollusken of koraal open te breken.
Alle soorten binnen de orde waartoe Materpiscis behoort, de Ptyctodontida, vertoonden seksueel dimorfisme. Mannetjes hadden klaspers, terwijl vrouwtjes een vlak oppervlak hebben onder de aarsvin. Voor de vondst van Materpiscis bestond al het vermoeden dat ze door interne bevruchting voortplanten. De aanwezigheid van een embryo in de ouder bij Materpiscis en een fossiel van de later ontdekte Austroptyctodus bevestigde het vermoeden.